# Lista de filmes portugueses de 1941
Lista de filmes portugueses de longa-metragem lançados comercialmente em Portugal em 1941, nas salas de cinema.
Notas: Na secção coprodução, passando o cursor sobre a bandeira aparecerá o nome do país correspondente.
| # | Filme           | Realização            | Género        | Estreia        | Coprodução |
| - | --------------- | --------------------- | ------------- | -------------- | ---------- |
| 1 | O Pai Tirano    | António Lopes Ribeiro | Comédia       | 19 de setembro | —          |
| 2 | Porto de Abrigo | Adolfo Coelho         | Drama, guerra | 27 de janeiro  | —          |